# 博讷
博讷（法語：Beaune，法語發音：[bon] ⓘ），法国东部城市，勃艮第-弗朗什-孔泰大区科多尔省的一个市镇，同时也是该省的一个副省会，下辖博讷区，其市镇面积为31.3平方公里，2022年1月1日时人口数量为20233人，在法国城市中排名第439位。
博讷位于科多尔省南部，因葡萄酒而闻名，博讷产区是法国勃艮第葡萄酒产区的重要组成部分，当地主产的科特德博讷维拉日已于1937年被列入法国原产地命名控制。
法国数学家加斯帕尔·蒙日和社会学家布鲁诺·拉图尔出生于博讷。

## 地名来源
“博讷”一名来源于古高卢语，是高卢历史上神话人物百勒努斯的拉丁语形式，在此处指境内的布宰兹河。

## 历史

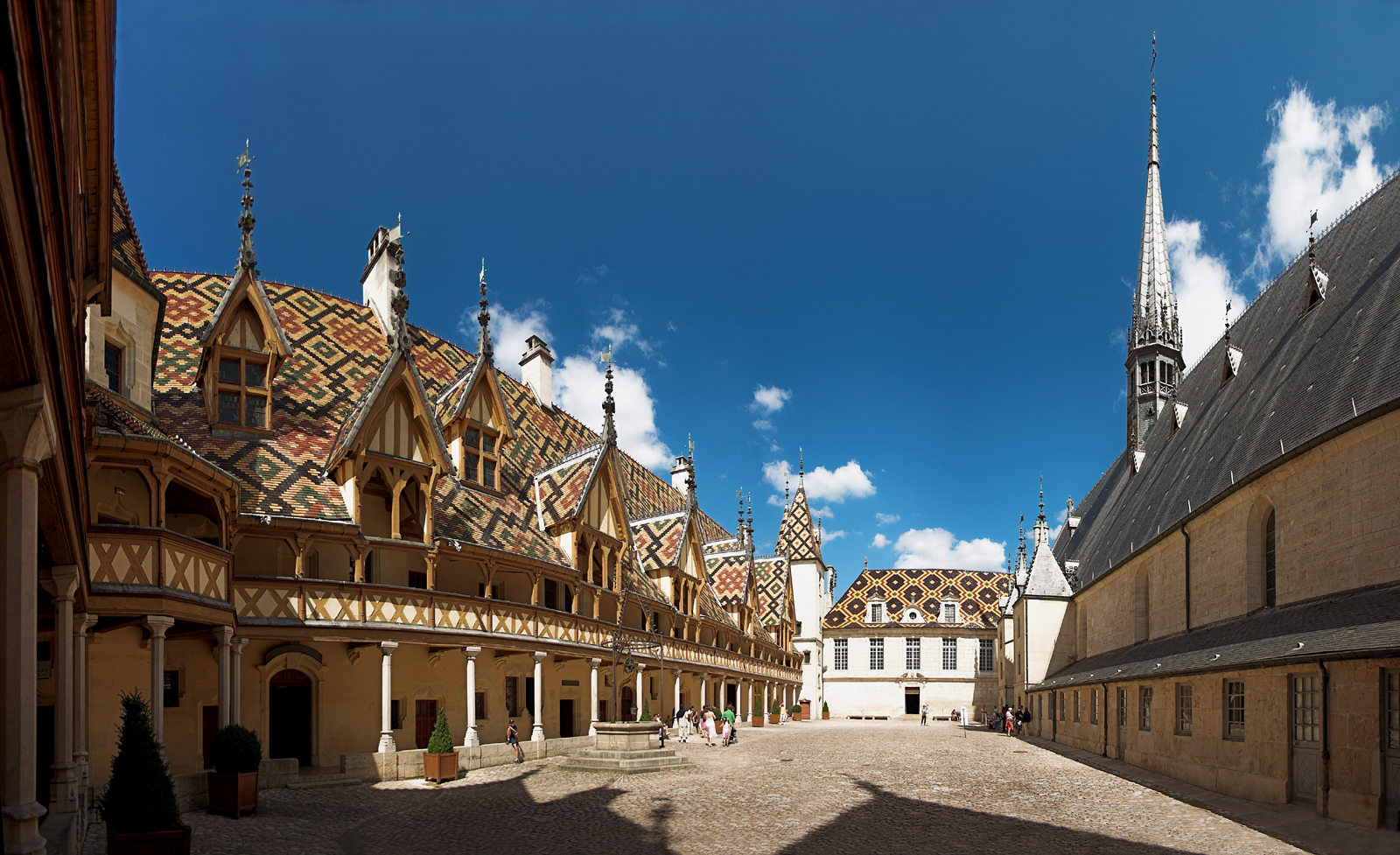
博訥主宮醫院

博讷是一座历史悠久的城市，史前时代这里便有人定居。罗马人入侵后，博讷所处的勃艮第地区成为葡萄种植中心。中世纪中期，博讷逐渐成为村落，并因葡萄酒种植而出现了多个酒庄。1203年，博讷获得由勃艮第伯爵颁布的市镇宪章。1421年，勃艮第贵族萨兰的吉戈娜与庄园主尼古拉·罗兰在此收买了大片的葡萄酒园，并修建了博訥主宮醫院。中世纪后期，博讷因葡萄酒贸易而发展成为一座重要的商业集镇，但由于1709年的一场暴风雪而颗粒无收，并一度衰落。法国大革命后，博讷成为科多尔省的一个市镇，并为该省的一个地区行署，1800年起成为副省会，18世纪随着铁路的兴建，博讷葡萄酒开始批量出口，为当地带来了大量财富。二战后，当地开始大力发展旅游业。

## 地理

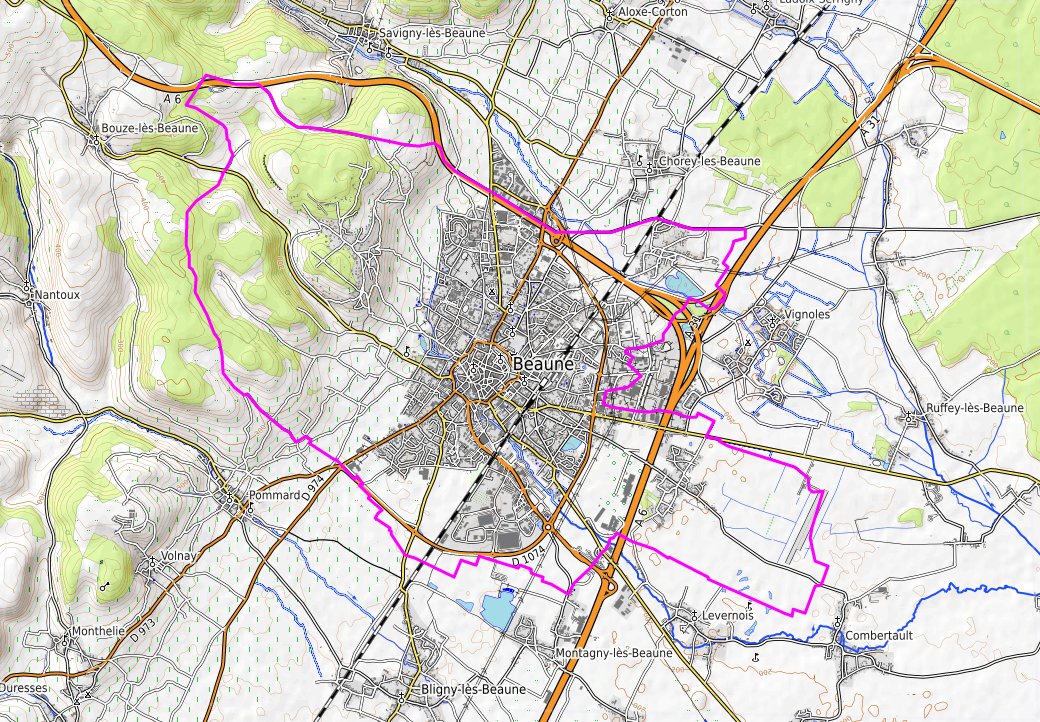
博讷地图

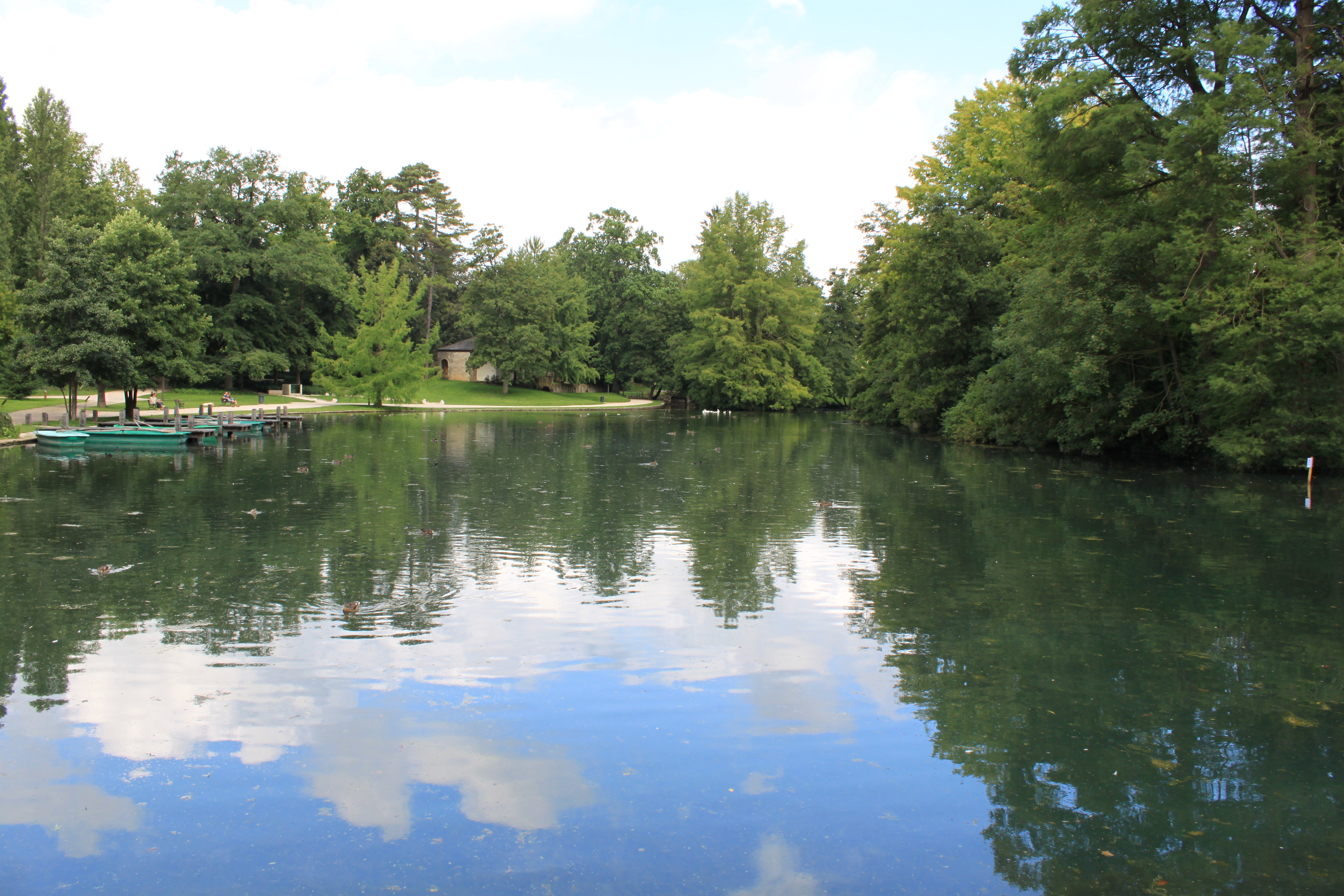
布宰兹河源头

博讷位于法国东部，勃艮第-弗朗什-孔泰大区中部和科多尔省南部，距离省会第戎大约37公里。与博讷接壤的市镇包括：萨维尼莱博讷、布利尼莱博讷、勒韦尔努瓦、蒙塔尼莱博讷、波马尔、吕费莱博讷、维尼奥勒、布兹莱博讷、绍雷莱博讷、孔贝尔托。

### 地形
博讷位于一处冲积平原之上，勃艮第葡萄酒产区的核心位置，博讷周边的葡萄酒田被称为“博讷产区”，而整个这一地区则被称为“勃艮第红酒之路”，博讷市镇范围内的海拔在193到407米之间。

### 水文
布宰兹河发源于博讷西部的布宰兹公园（parc de Bouzaize）内的一处湖泊，该河是索恩河的支流，后者为法国五大河流之一的罗讷河流域。

### 植被
博讷属于温带落叶林区，市区内的主要绿地公园包括布宰兹河公园（Parc de la Bouzaize）、狮子花园（Square des Lions）等，均常年免费向公众开放。

### 气候
博讷在柯本气候分类法中属于温带海洋性气候。
博讷市区北部的萨维尼莱博讷境内设有气象站，以下为该气象站的数据（其中日照数据取自第戎）：
| 博讷-萨维尼莱博讷1981年－2019年 | 博讷-萨维尼莱博讷1981年－2019年 | 博讷-萨维尼莱博讷1981年－2019年 | 博讷-萨维尼莱博讷1981年－2019年 | 博讷-萨维尼莱博讷1981年－2019年 | 博讷-萨维尼莱博讷1981年－2019年 | 博讷-萨维尼莱博讷1981年－2019年 | 博讷-萨维尼莱博讷1981年－2019年 | 博讷-萨维尼莱博讷1981年－2019年 | 博讷-萨维尼莱博讷1981年－2019年 | 博讷-萨维尼莱博讷1981年－2019年 | 博讷-萨维尼莱博讷1981年－2019年 | 博讷-萨维尼莱博讷1981年－2019年 | 博讷-萨维尼莱博讷1981年－2019年 |
| 月份                            | 1月                             | 2月                             | 3月                             | 4月                             | 5月                             | 6月                             | 7月                             | 8月                             | 9月                             | 10月                            | 11月                            | 12月                            | 全年                            |
| ------------------------------- | ------------------------------- | ------------------------------- | ------------------------------- | ------------------------------- | ------------------------------- | ------------------------------- | ------------------------------- | ------------------------------- | ------------------------------- | ------------------------------- | ------------------------------- | ------------------------------- | ------------------------------- |
| 历史最高温 °C（°F）             | 16 (61)                         | 21 (70)                         | 24.8 (76.6)                     | 28.7 (83.7)                     | 31.8 (89.2)                     | 37.5 (99.5)                     | 39 (102)                        | 39.8 (103.6)                    | 34 (93)                         | 29 (84)                         | 21.6 (70.9)                     | 17.9 (64.2)                     | 39.8 (103.6)                    |
| 平均高温 °C（°F）               | 5.3 (41.5)                      | 7.3 (45.1)                      | 12.1 (53.8)                     | 15.6 (60.1)                     | 20 (68)                         | 23.7 (74.7)                     | 26.6 (79.9)                     | 26.1 (79.0)                     | 21.6 (70.9)                     | 16.2 (61.2)                     | 9.6 (49.3)                      | 5.9 (42.6)                      | 15.8 (60.4)                     |
| 日均气温 °C（°F）               | 2.5 (36.5)                      | 3.8 (38.8)                      | 7.7 (45.9)                      | 10.8 (51.4)                     | 15.1 (59.2)                     | 18.6 (65.5)                     | 21 (70)                         | 20.6 (69.1)                     | 16.6 (61.9)                     | 12.1 (53.8)                     | 6.4 (43.5)                      | 3.3 (37.9)                      | 11.5 (52.7)                     |
| 平均低温 °C（°F）               | −0.3 (31.5)                     | 0.4 (32.7)                      | 3.3 (37.9)                      | 6 (43)                          | 10.2 (50.4)                     | 13.4 (56.1)                     | 15.5 (59.9)                     | 15 (59)                         | 11.6 (52.9)                     | 8 (46)                          | 3.3 (37.9)                      | 0.7 (33.3)                      | 7.3 (45.1)                      |
| 历史最低温 °C（°F）             | −20.5 (−4.9)                    | −20 (−4)                        | −11 (12)                        | −4.5 (23.9)                     | −2 (28)                         | 3 (37)                          | 5 (41)                          | 4.5 (40.1)                      | 0.5 (32.9)                      | −4.5 (23.9)                     | −9.5 (14.9)                     | −16.5 (2.3)                     | −20.5 (−4.9)                    |
| 平均降水量 mm（）               | 59.2 (2.33)                     | 49.3 (1.94)                     | 49.9 (1.96)                     | 59.9 (2.36)                     | 76.5 (3.01)                     | 65.6 (2.58)                     | 59.8 (2.35)                     | 52.7 (2.07)                     | 62.6 (2.46)                     | 73.6 (2.90)                     | 74 (2.9)                        | 66.5 (2.62)                     | 749.6 (29.51)                   |
| 月均日照時數                    | 63.9                            | 94.4                            | 151.3                           | 185.4                           | 212.3                           | 239.1                           | 248.3                           | 233.6                           | 181.3                           | 117.2                           | 67.8                            | 54.2                            | 1,848.8                         |
| 来源：infoclimat.fr             |                                 |                                 |                                 |                                 |                                 |                                 |                                 |                                 |                                 |                                 |                                 |                                 |                                 |

## 行政区划
博讷是法国勃艮第-弗朗什-孔泰大区科多尔省的一个市镇，编号为21054，它也是科多尔省的一个副省会。博讷下辖博讷区，隶属于科多尔省第五选区，管理博讷县，同时也是博讷城市圈公共社区的办公驻地。
法国国家统计与经济研究所（简称）在进行数据统计时，将博讷单独设为博讷城市核心区，并将包括核心区在内的周边共25个市镇划为博讷城市区。自2020年起，博讷城市区被包含64个市镇的博讷城市辐射区代替。此外，还将博讷市镇分为了10个“块区”（IRIS），以便于统计人口分布情况。

## 交通

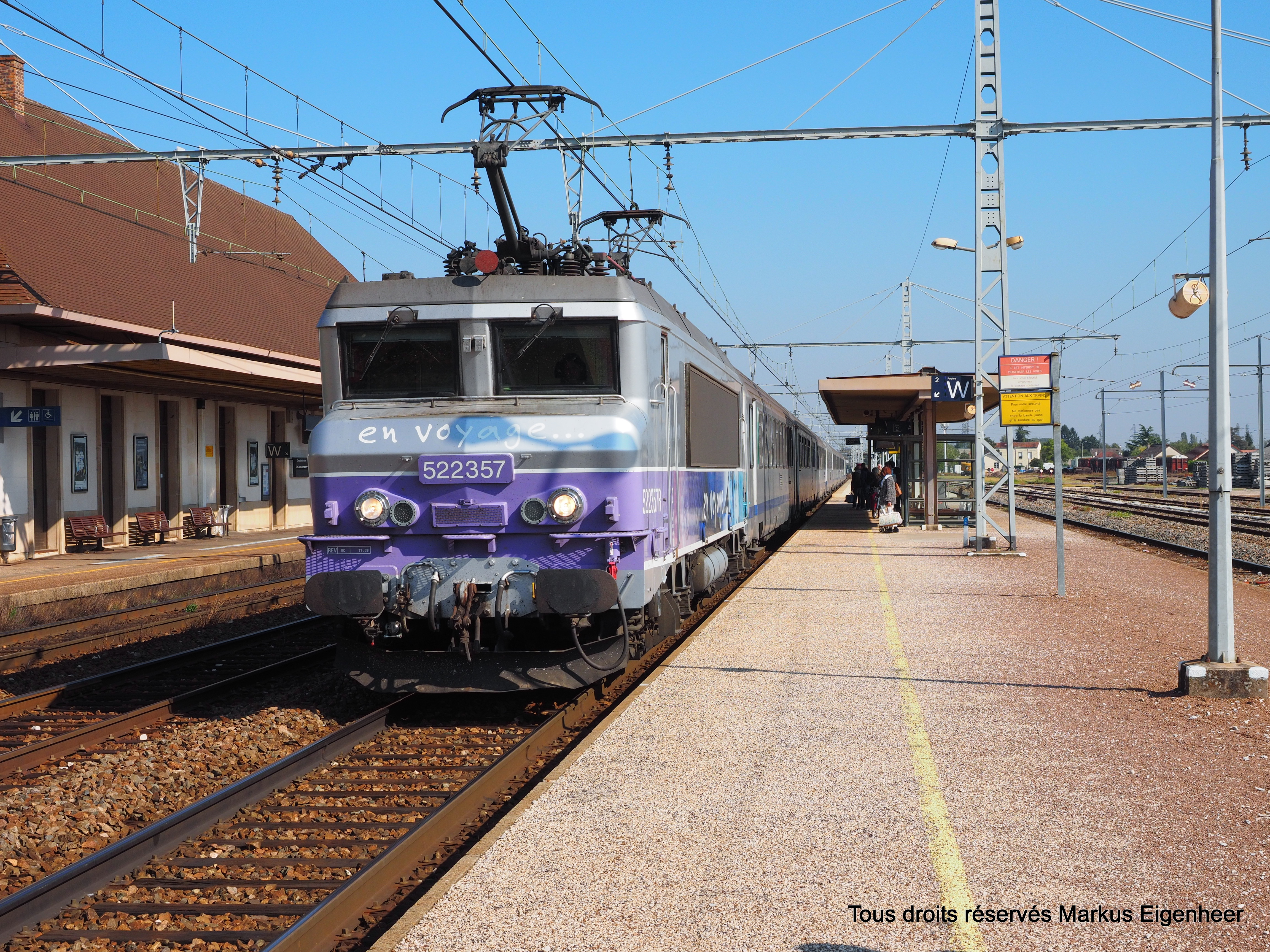
停靠博讷火车站的区域列车

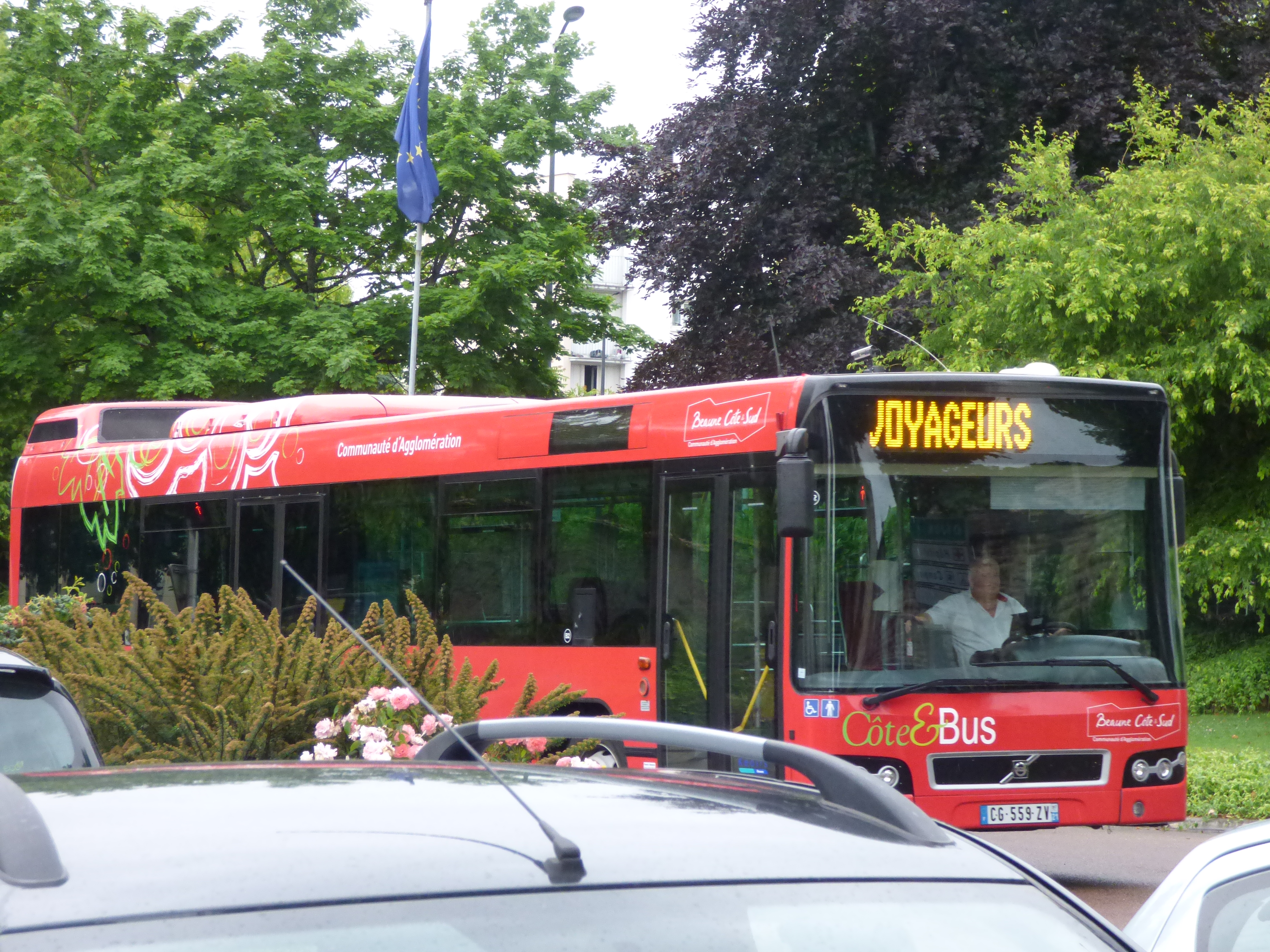
博讷公交

### 公路
博讷是法国东部的一个区域性高速公路枢纽，被誉为“阳光高速公路”的法国A6号高速公路与A31和A36两条高速公路在博讷附近交汇，并设有多个出入口与市区相连，此外还有多条科多尔省省道在博讷境内交汇。勃艮第-弗朗什-孔泰大区城际客运开行由博讷前往索略和瑟尔方向的班车，此外还每天开行前往第戎的巴士，并停靠沿途所有市镇。
2017年，70.4%的博讷家庭拥有至少一辆的私人汽车。2018年，博讷境内共发生各类交通事故13起，造成1人遇难，16人受伤。
1982年8月1日凌晨，一辆由瓦卢瓦地区克雷皮开往法国阿尔卑斯山一度假区的大巴车在途径博讷附近时发生车祸并起火燃烧，最终造成53人遇难，其中44人为6至15岁的儿童，该事故也是法国迄今为止伤亡最为惨重的公路交通事故，被称为“博讷事故”，附近的高速公路服务区内建有遇难人员纪念碑。

### 铁路
博讷位于巴黎－马赛铁路线上，该铁路是法国重要的南北铁路干线，被称为“皇家铁路”（ligne impériale）。博讷站位于市区东部，该站每天停靠多条线路的区域列车，可前往巴黎、第戎、马孔、里昂、勒克勒佐、讷韦尔等地。

### 航空
博讷-沙朗日飞行场为当地的一个航空设施，未向公众开放。距离博讷最近的民用航空机场为多勒汝拉机场，车程不到1小时，该机场开行前往北非部分城市的航班。

### 城市公共交通
是博讷城市公共交通的商业名称，截至2020年4月，该线路网共包含5条市区公交线路和6条郊区公交线路，同时还提供定制公交服务，路网覆盖了博讷城市圈公共社区内的主要市镇。

## 政治

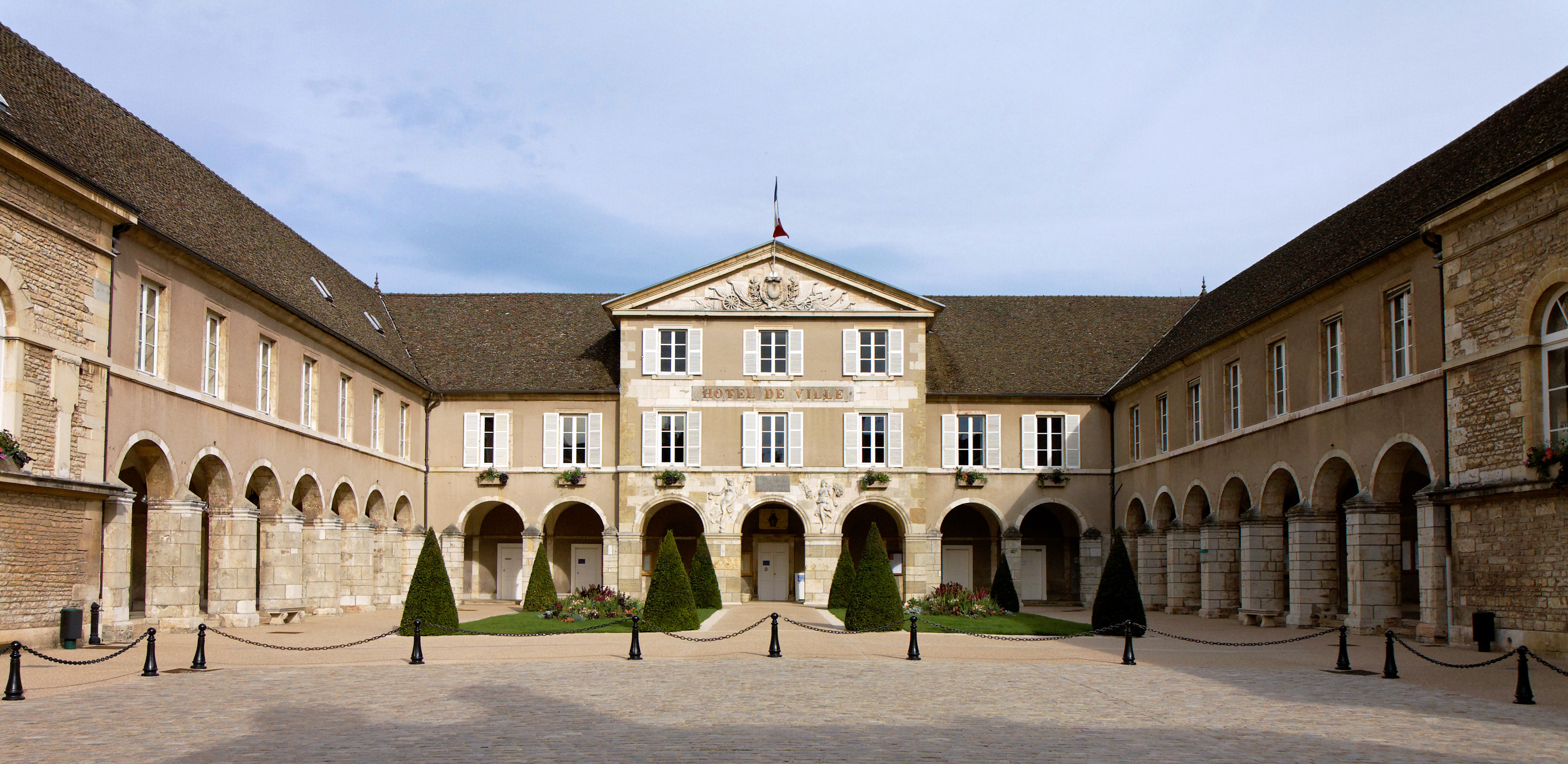
博讷市政厅

博讷的现任市长为阿兰·叙格诺先生，自1999年起担任，并三次连任，他是共和党的一名成员，在2014年的市政选举中获得了75.24%的支持率，在2014年的市政选举中获得了56.51%的支持率。
在2017年的法国总统大选中，法国第25任总统埃马纽埃尔·马克龙在博讷获得了66%的支持率。
| 博讷历届市长   |               |                            |
| 任期           | 市长          | 党派                       |
| 1945年－1965年 | 罗歇·迪谢     | CNIP全国独立人士与农民中心 |
| 1965年－1968年 | 吕西安·佩里奥 | UNR新共和国联盟            |
| 1968年－1995年 | 亨利·穆万     | RPR保衛共和聯盟            |
| 1995年－       | 阿兰·叙格诺   | UMP人民运动联盟 →LR共和黨  |

## 人口
2017年，博讷市镇人口数量为21,031，在法国排名第439位。其中男性10,306人，女性11,338人，75岁及以上人口占9.9%，外籍人口数量为1,306人，人口密度为672人/平方公里，当地居民被称为（男性）或（女性）。2018年，博讷境内出生178人，死亡人口278人。
| 年份   | 1936   | 1946   | 1954   | 1962   | 1968   | 1975   | 1982   | 1990   | 1999   | 2006   | 2011   | 2016   | 2018   |
| ------ | ------ | ------ | ------ | ------ | ------ | ------ | ------ | ------ | ------ | ------ | ------ | ------ | ------ |
| 人口數 | 12,161 | 11,990 | 13,175 | 15,367 | 16,874 | 19,060 | 20,207 | 21,289 | 21,923 | 21,778 | 21,872 | 21,644 | 20,711 |

## 经济
博讷是一个区域性的中心城市，当地共有各类用人单位4,482家，其中97.2%为中小型企业（PME），平均历史为17年，旅游及相关配套产业和社会服务业是当地的主要就业岗位类型。（大型零售）、（电子商务）及（葡萄酒）是当地2019年营业额最高的三个企业，分别为258,797,100欧元、125,852,860欧元和90,360,277欧元。

## 财政收入
2019年，博讷的财政收入总额为29,381,300欧元，财政支出总额为25,544,200欧元，当年的债务总额为24,148,000欧元。
2015年，博讷的人均月收入总额为2,345欧元，其中高级职员为4,467欧元，中级职员为2,472欧元，普通职员为1,878欧元。
2017年，博讷境内的青壮年（15至64岁）失业率为13.7%，当地53.6%的家庭拥有纳税资格。

## 社会事务

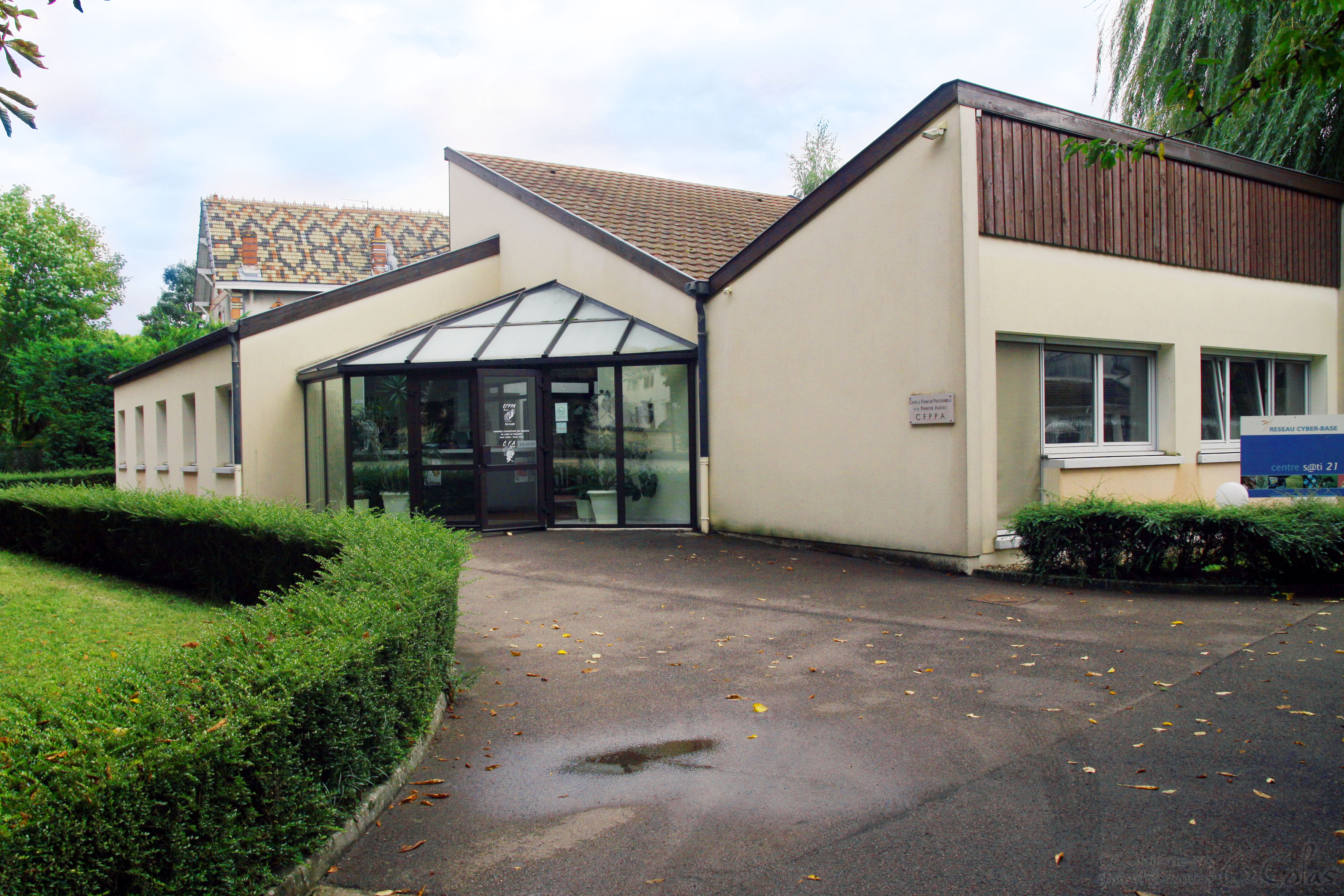
博讷葡萄酒高级中学

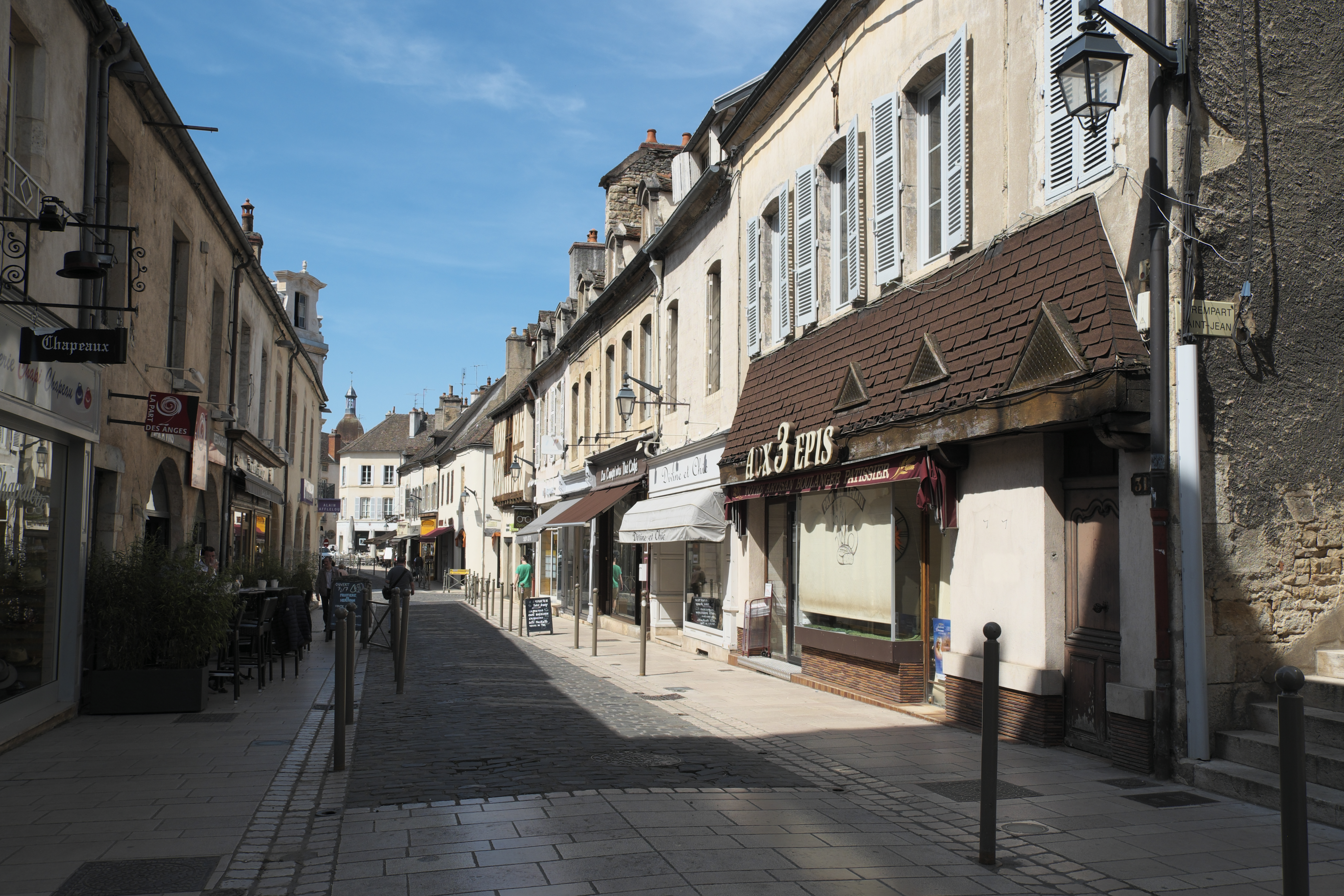
博讷市中心的一条步行街

### 教育
博讷属于第戎学区。截止2018年1月1日，博讷境内共有8所幼儿园、9所小学、3所初级中学、3所普通高中和1所农业高中（博讷葡萄酒高级中学）。2018至2019学年度，博讷境内共有学生3,989名。
在高等教育方面，博讷境内设有一处卫生培训学校。

### 医疗
截止2017年1月1日，博讷境内共有全科医生28名、保健师30名、牙医18名、护士31名、耳科医生2名、眼科医生3名、皮肤科医生4名、助产士5名和妇科医生3名。境内共有药房12家，养老院6家，残疾人帮扶中心3家。
博讷中心医院（Centre Hospitalier de Beaune）是法国的一个区域性医疗机构，其主病区“好人菲利普医院”（Hôpital Philippe le Bon）位于博讷市区西部，设有284个床位，是当地规模最大的公立综合性医院。

### 住房
2017年，博讷境内共有各类住房12,041套，其中39.8%为独立式居民区；58.4%为集中式居民区，主要分布于市区南北两侧。常住房屋占博讷市镇范围内居民建筑总量的87%。

### 商业
2019年，博讷境内共有各类实体商铺683家，其中餐厅130家、大型超市12家、杂货店4家、面包房23家、肉铺7家、书店6家、装饰品店3家、银行门店22家、美容美发店46家、汽车维修店37家。市区北部建有大型开放式商业街区。

### 体育
2019年，博讷境内共有1家游泳池、6间体育馆、1座综合体育场、1处网球场、9处足球或橄榄球场以及5处篮球或排球场。
博讷体育联盟是当地的一支足球队，成立于1919年，2020至2021赛季参加勃艮第-弗朗什-孔泰大区足球联赛。

### 环境
博讷的环境事务由其所属的公共社区负责。2017年，博讷境内共有2家污染企业。

### 治安
2014年，博讷及附近地区共发生各类案件1,373起，其中盗窃类案件832起，经济类案件198起，毒品交易类案件79起。

## 文化
2017年，博讷境内共有1个剧场、1个电影院、3个博物馆和1个音乐厅，并有多个市政多媒体图书馆。

### 建筑
博讷境内有多处法国国家文物保护单位，代表性建筑物包括博讷勃艮第公爵府、博讷城堡、博讷圣母圣殿、博訥主宮醫院、博讷钟楼等。

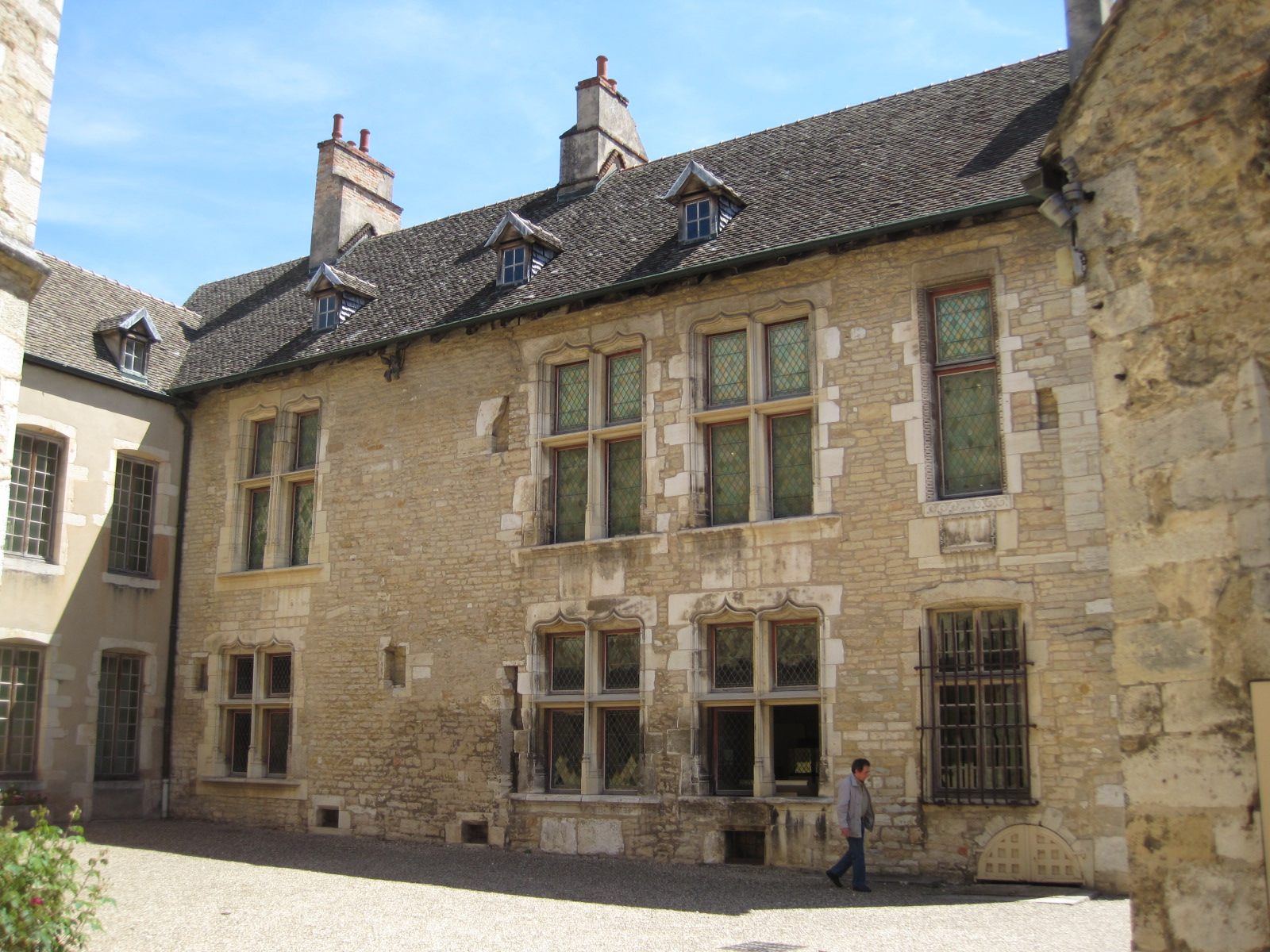
博讷勃艮第公爵府
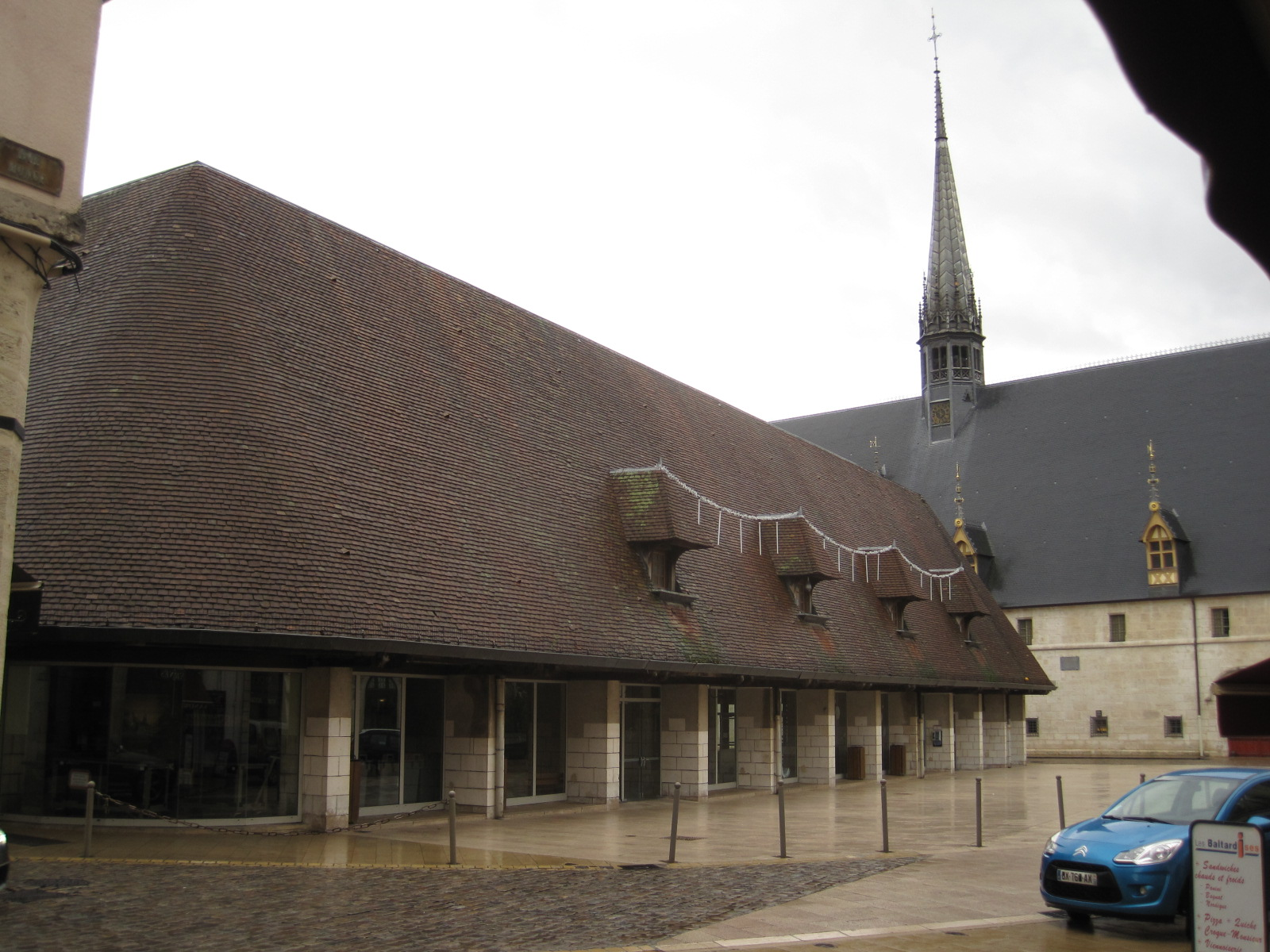
博訥主宮醫院
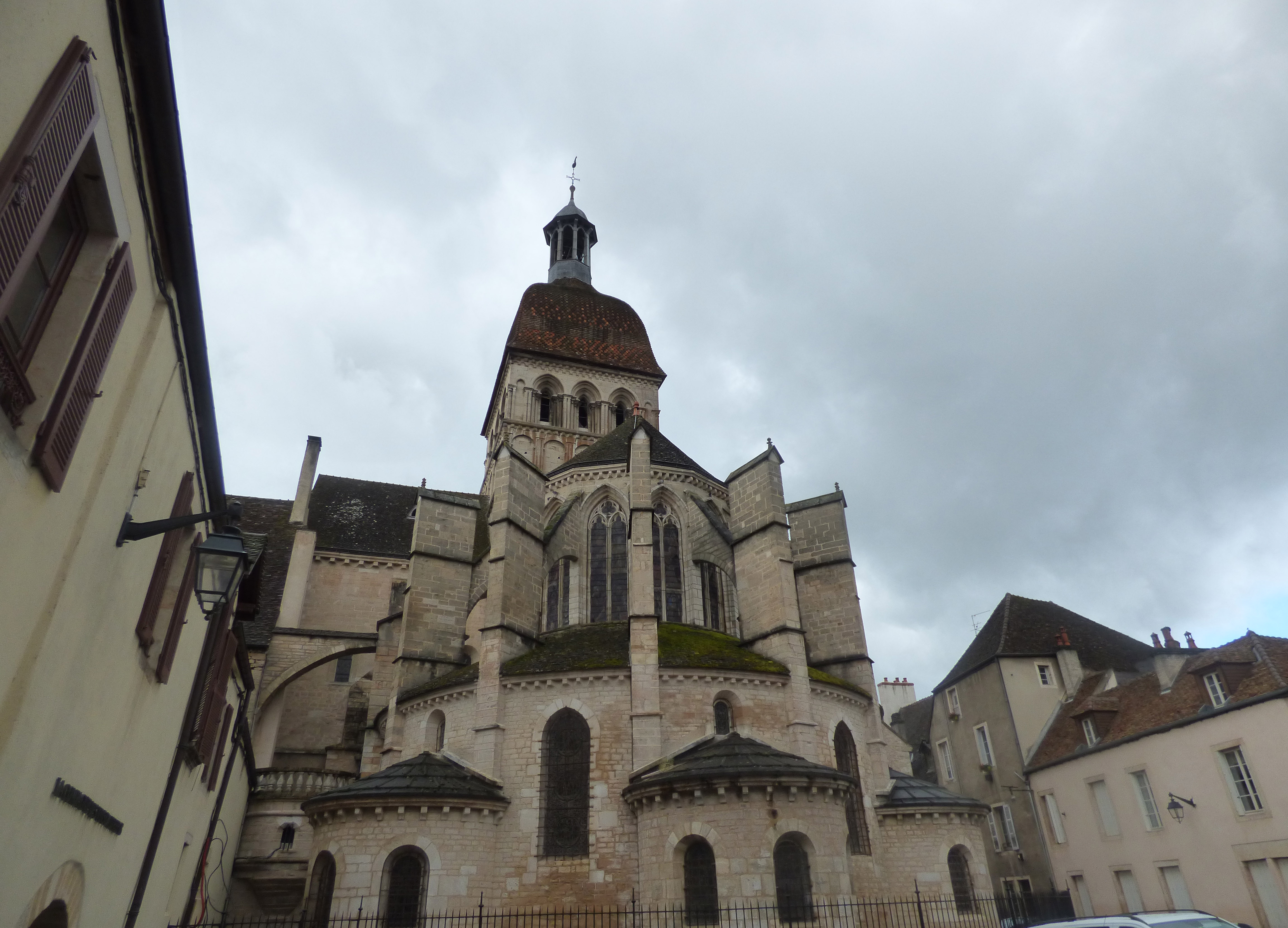
博讷圣母圣殿
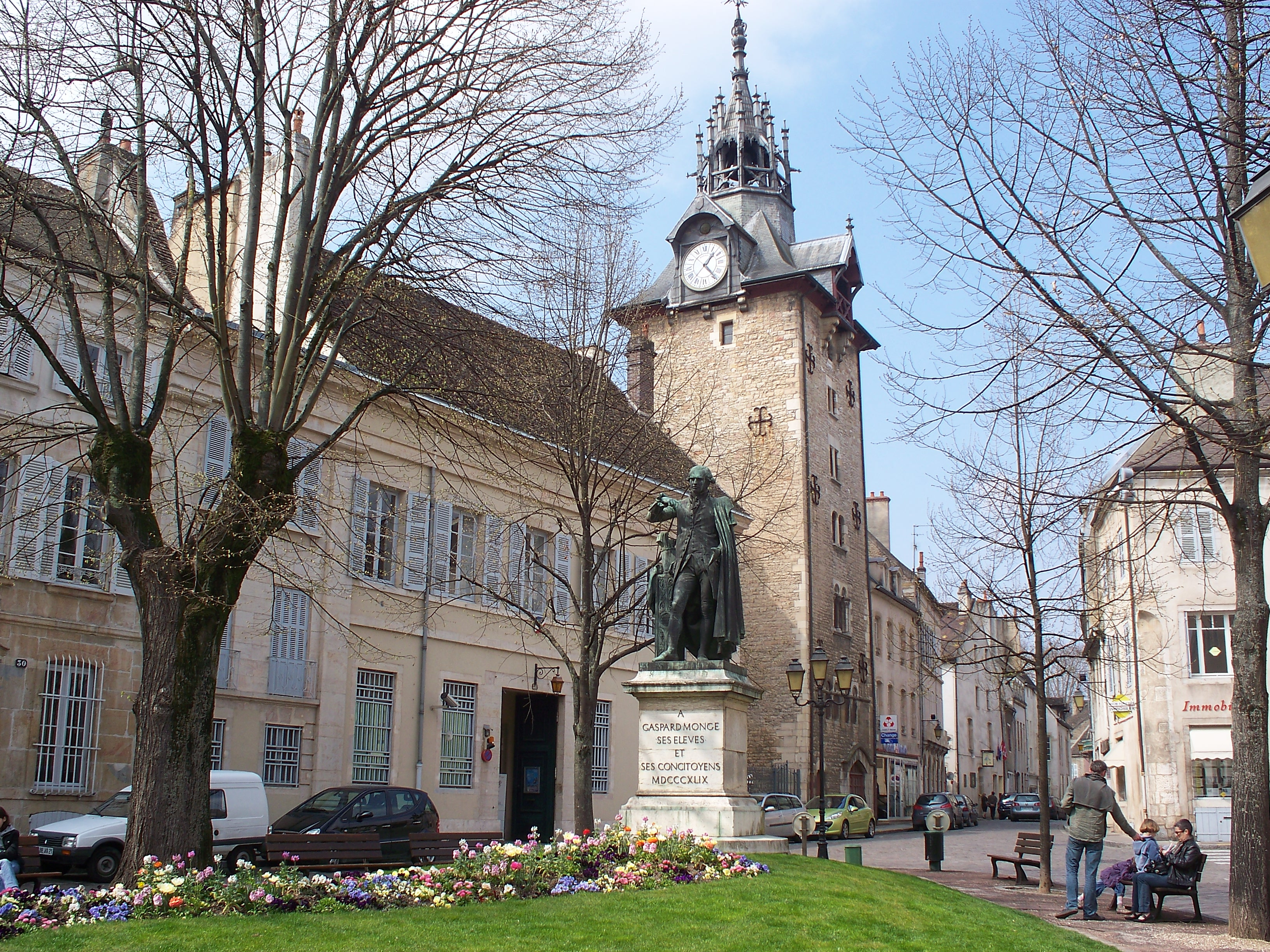
博讷钟楼
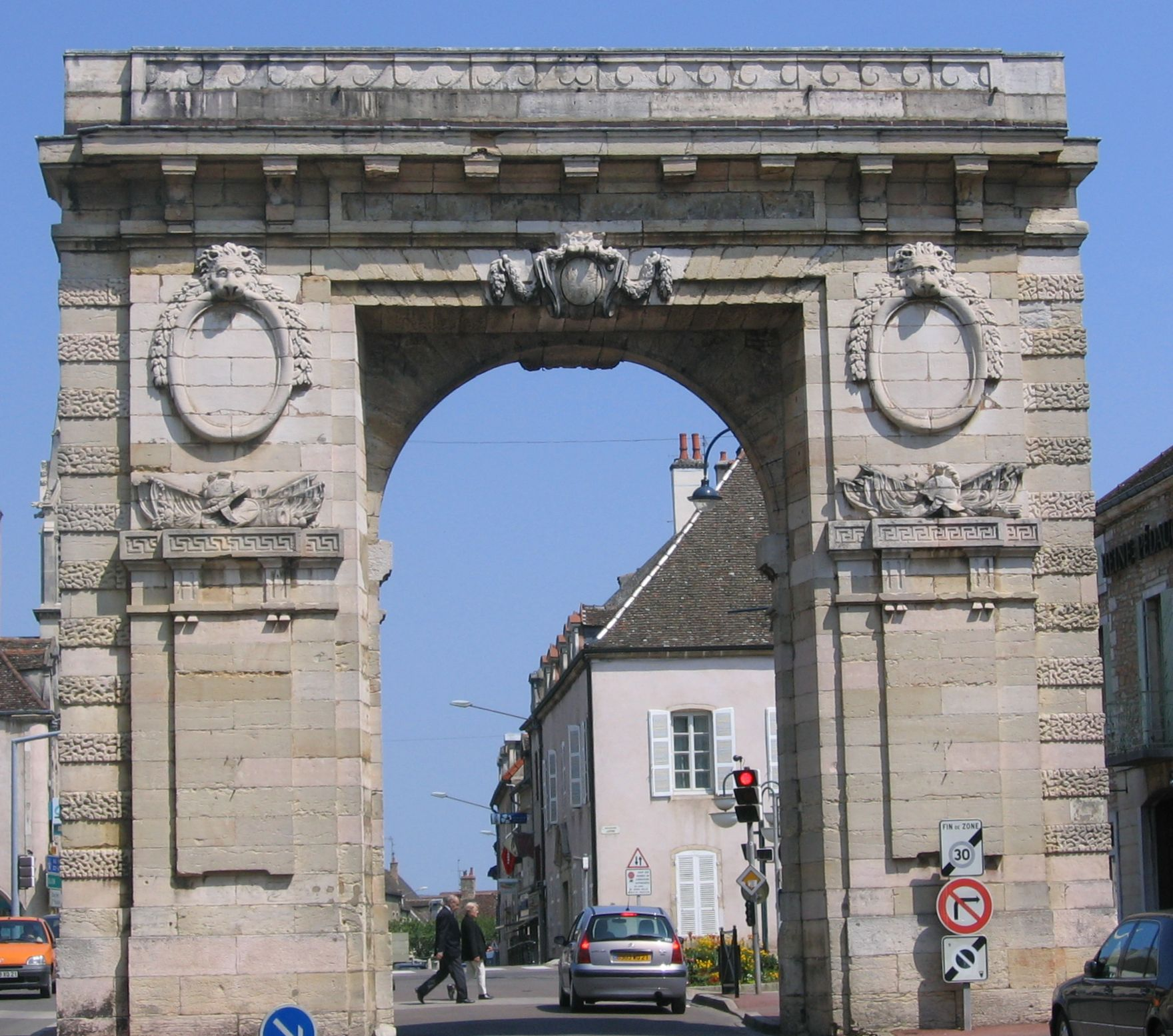
圣尼古拉门
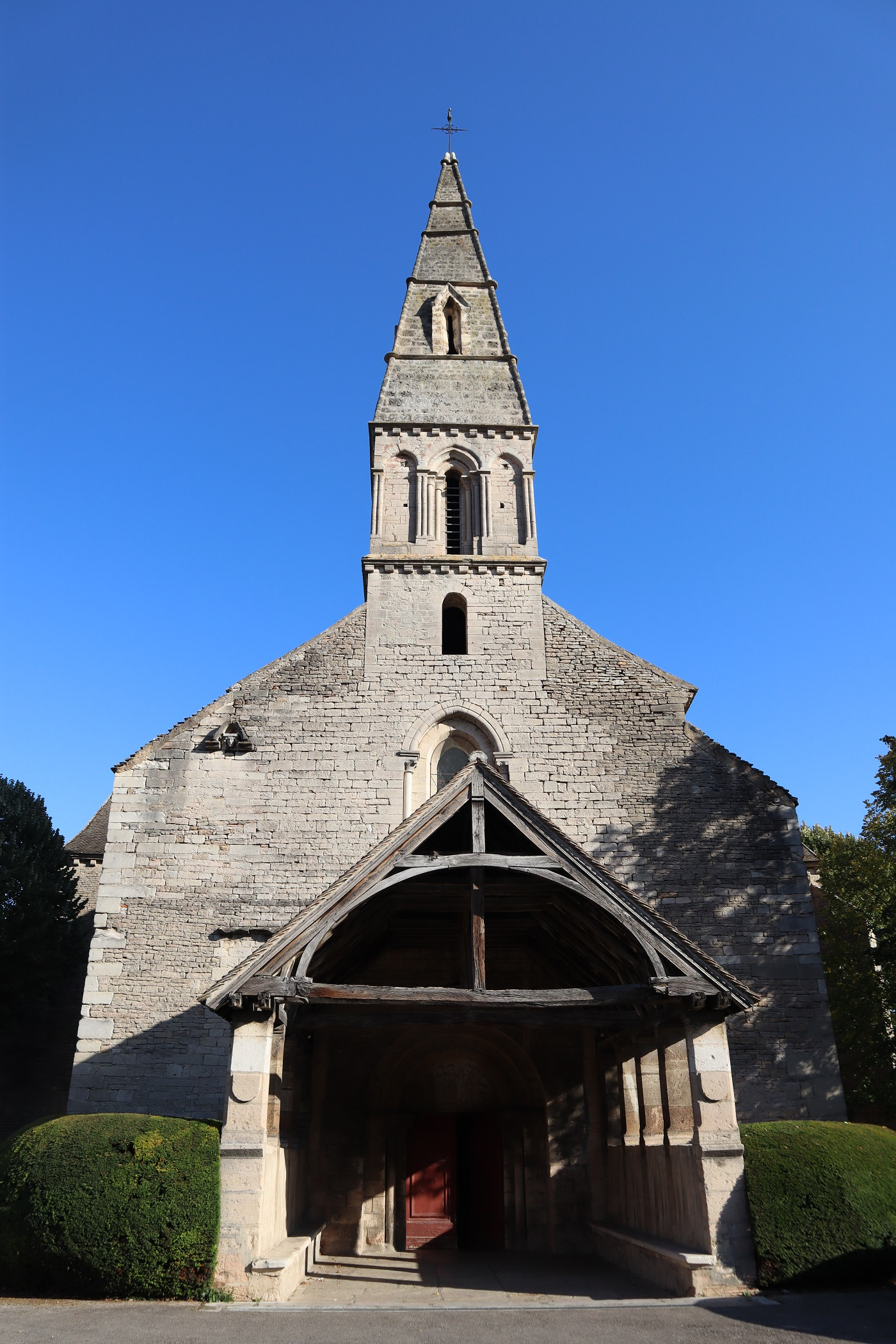
圣尼古拉教堂（法语：Église Saint-Nicolas de Beaune）
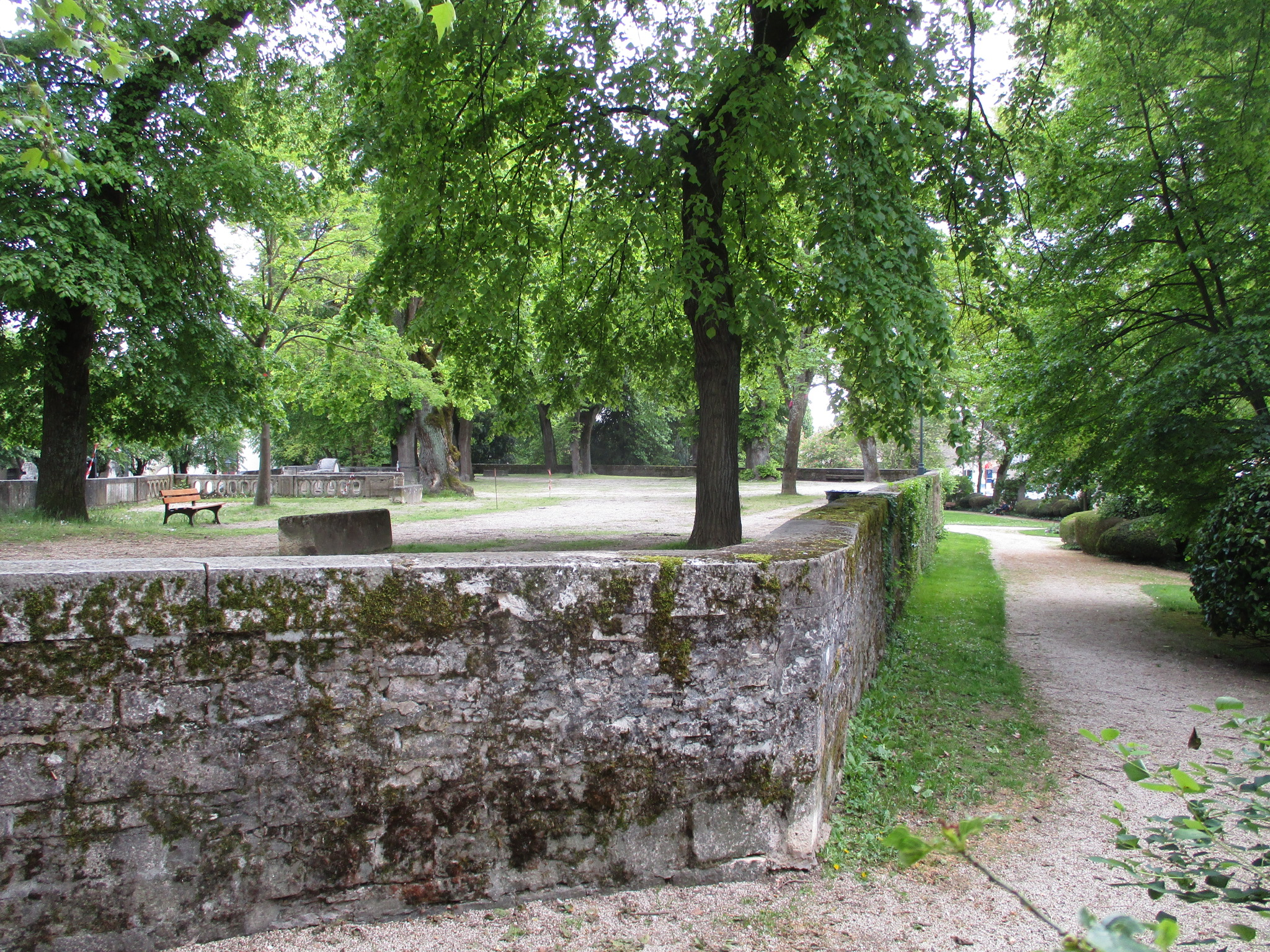
城墙遗址

### 旅游
博讷的旅游事务由其所属的公共社区负责。2020年，博讷境内共有39家宾馆共计1,691间房间；另有1个露营地，可容纳共116辆露营车。

### 媒体
法国主要的媒体均可在博讷接收，法国电视三台下属的勃艮第-弗朗什-孔泰大区频道在部分时段播出博讷所属区域的地方新闻。

## 相关人物
法国数学家加斯帕尔·蒙日和社会学家布鲁诺·拉图尔出生于博讷。

## 友好城市
截至2020年4月，博讷共与五座城市互为友好城市关系：
- 美国 楠塔基特
- 德国 本斯海姆
- 比利时 马尔默迪
- 奥地利 多瑙河畔克雷姆斯
- 日本 甲州市